# Greenhorn (Kalifornija)
Greenhorn je naseljeno područje za statističke svrhe u američkoj saveznoj državi Kalifornija. Prema popisu stanovništva iz 2010. u njemu je živjelo 236 stanovnika.